# Zuiderzeeballade
De Zuiderzeeballade is een Nederlandstalig lied dat in 1959 werd geschreven door Willy van Hemert met muziek van Joop de Leur. Het is een sentimenteel lied waarbij een grootvader bij het vinden van een oude foto aan zijn kleinzoon vertelt over de 'goeie ouwe tijd' toen het IJsselmeer, voor de bouw van de Afsluitdijk in 1932, nog de Zuiderzee was.

## Radio-uitzending
Aanleiding voor het lied was de feestelijke uitzending ter gelegenheid van het bereiken van 500.000 VARA-leden getiteld Op zoek naar de halfmiljoenste, op 25 november 1959 rechtstreeks uitgezonden vanuit Drachten. De uitzending werd samengesteld door van Hemert met medewerking van diverse artiesten. Het lied werd voor de VARA-radio gezongen door de jonge zanger Godert van Colmjon van The Butterflies met acteur Sylvain Poons in de rol van grootvader, onder begeleiding van het Metropole Orkest.

## Plaatopnames
Omdat de uitvoerende artiesten Colmjon en Poons bij verschillende platenmaatschappijen zaten (Poons bij Omega en Colmjon bij Philips), namen ze afzonderlijk van elkaar, met een andere partner, een eigen versie op. Het nummer wordt het meest succesvol in de versie van Sylvain Poons en de destijds veertienjarige Oetze Verschoor.  Het nummer werd opgenomen in 1960 en stond in 1962 enkele maanden in de hitparade. 
Godert van Colmjon maakte een versie met Jan Lemaire sr. als grootvader en vioolbegeleiding in plaats van accordeon.
In 1967 werd een Gouden plaat voor de Zuiderzeeballade uitgereikt.

## Hommages
De Zuiderzeeballade is een klassieker geworden en is meerdere malen geparodieerd. Zo gebruikten Astrid en Lennaert Nijgh in 1979 de muziek en delen van de tekst als protestlied tegen de inpoldering van de Markerwaard, en componeerde de band Rubberen Robbie twee jaar later de Vuile Zee ballade als ludiek pleidooi voor een schone zee. In 1999 ontstond in de radiostudio van toenmalig radio3-dj Edwin Evers de Puik Idee ballade, uitgevoerd door Jantje Smit met de Achterhoekers van Normaal. Ook Ome Henk maakte een parodie op het lied, namelijk de Wietballade. Michel van der Plas schreef de Noordzeeballade met het zendschip Veronica in de hoofdrol.
In 2003 stond het lied centraal in de tentoonstelling 'De Zuiderzeeballade en andere liederen van de Zuiderzee' in het Zuiderzeemuseum. In 2019 werd het lied door 1567 mensen onder leiding van George Baker gezongen, opnieuw in het Zuiderzeemuseum. Het betrof een recordpoging van de regionale kranten van uitgever Holland Media Combinatie, om het lied met zoveel mogelijk mensen te zingen. De poging hield verband met het zomerthema van de weekendbijlage van de kranten: water.
Het lied was niet de eerste Zuiderzeeballade. In 1933 was door Louis Davids de ballade Zuiderzee uitgebracht bij de afsluiting van de Zuiderzee door de Afsluitdijk..

## NPO Radio 2 Top 2000
| Nummer met noteringen in de NPO Radio 2 Top 2000 | '99  | '00-'01 | '02  | '03  | '04 | '05  |
| ------------------------------------------------ | ---- | ------- | ---- | ---- | --- | ---- |
| Zuiderzeeballade                                 | 1228 | -       | 1996 | 1134 | -   | 1855 |

1. ↑  Een '-' betekent dat het nummer niet was genoteerd en een vetgedrukt getal geeft de hoogste notering aan.
2. ↑  Deze tabel is bijgewerkt tot en met de laatste editie (2024).